# Шёнберг, Густав Фридрих фон
Густав Фридрих фон Шёнберг (21 июля 1839, Штеттин — 3 января 1908, Тюбинген; нем. Gustav Friedrich Schönberg) — немецкий экономист, политолог и педагог.

## Биография
Густав Шёнберг родился 21 июля 1839 года в городе Штеттине в Королевстве Пруссия (ныне Щецин, Польша). Изучал юриспруденцию и политэкономию в университетах Бонна и Берлина. После успешного их окончания, в 1860 году перешёл на государственную службу и в течение пяти лет был повышен до должности герихтсасессора.
Впоследствии Шенберг работал на Прусское статистическое управление. В 1867 году он стал преподавателем политической экономии в Прусском сельскохозяйственном институте (нем. Preußische Landwirtschaftliche Institut) в Проскау (ныне город Прушкув в Опольском воеводстве Польши), где, среди прочего, принимал активное участие в создании нескольких сельскохозяйственных кооперативов в Шлезиене.
Осенью 1868 года Густав Фридрих Шенберг был назначен профессором экономики Базельского университета.
В 1870 году он перешёл во Фрайбургский университет имени Альберта и Людвига в качестве экономиста. Три года спустя он снова перевёлся в Тюбингенский университет, где, помимо своей должности профессора политологии, но и ректором с 1885 по 1886 год.
С 1887 года, вместе с Альбертом Шеффле и Карлом Виктором Фрикером, Шенберг редактировал журнал «Tübinger Zeitschrift für die gesamte Staatswissenschaft» («Тюбингенский журнал для всех политических наук»).
Шёнберг был активным членом «Союза социальной политики» и яростно выступал за решение социальных проблем трудящихся, но в силу того, что он считал, что эти вопросы должны решаться постепенными реформами, а не революционным путём, в «БСЭ» — энциклопедии заметно политизированной, он был назван «буржуазным экономистом»; там же говорится, что Шёнберг «по отношению к рабочему движению занимал ярко враждебную позицию».
Доктор Густав Фридрих фон Шёнберг умер 3 января 1908 года в городе Тюбингене.
Заслуги учёного были отмечены орденом Фридриха.